# Taza (Marruecos)
Taza es una ciudad de Marruecos, capital de la provincia homónima, dentro de la Las montañas del Rif, situada en el norte del país. Tiene una población de 152 796 habitantes.

## Geografía
La ciudad se encuentra en un valle formado por el río Inauen, afluente del Sebú, a unos 500 metros de altitud media. El valle forma un corredor relativamente llano entre dos cadenas montañosas: el Rif al norte, y el Atlas Medio al sur.
Al sur de la ciudad se extiende el Parque nacional de Tazekka, una zona montañosa kárstica, con amplios bosques de cedro y encina y una gran variedad de fauna endémica.

## Historia
La ciudad de Taza creció a partir del monasterio fortificado que los bereberes construyeron en el siglo X antes de la llegada de los árabes. Su situación estratégica entre el Rif y el Atlas le dieron importancia militar e interesaron a las gentes del este, que querían conquistar Marruecos. Taza creció con las diferentes dinastías de lo que hoy es Marruecos.
En 1074, el sultán almorávide Yúsuf ibn Tašufín tomo la ciudad que quedaría bajo dominio almorávide hasta 1132, año en el que fue tomada por el sultán almohade Abd al-Mumin, quien declaró la ciudad capital provisional del país.
Para luchar con los zenatas bereberes del interior oriental marroquí, quienes habían constituido la pre-dinastía de los benimerines cincuenta años antes, el sultán almohade hizo construir una muralla en torno a la medina. El poderoso baluarte se reforzó en el siglo XIV por los benimerines y luego en el siglo XVI por los saadies.
En el siglo XVII, para expandir las fronteras de Fez, el sultán Mulay Muhammad al-Rashid bin Sharif toma Taza siendo el primer sultán de la dinastía alauí (primero del Marruecos unificado), dinastía que hoy perdura.
En 1902, Bou Hamara el-Roghi, un notable de la corte del sultán Abd al-Hafid de Marruecos, llegó a Marruecos con una falsa identidad, tras haber sufrido el exilio en Argelia. Se proclama señor (sharif) de Taza. Con el pretexto de sentimientos piadosos, lideró a los bereberes de la región a la revuelta contra el sultán. Bou Hamara el-Roghi permanece en el control de la ciudad durante siete años, pero después de la venta de concesiones mineras a los españoles, pierde el apoyo de las tribus de montaña. Será capturado en 1909 y luego fusilado e incinerado en Fez por orden del sultán Abd al-Hafid.
Conforme al tratado firmado el 30 de marzo de 1912, Taza queda bajo el protectorado francés de Marruecos el 10 de mayo de 1914 y, bajo su influencia, se mantiene hasta la independencia de Marruecos en 1956.